# Prefix (scheikunde)
In de scheikunde wordt bij de naamgeving van chemische verbindingen gebruikgemaakt van prefixen of voorvoegsels. Deze voorvoegsels hebben vooral een Griekse of Latijnse herkomst, maar er bestaan ook enkele Arabische prefixen. Deze laatste zijn een restant van de vele bijdragen van Arabische wetenschappers aan de alchemie, tijdens de middeleeuwen. Dit artikel rangschikt de meeste scheikundige prefixen.

## Numerieke prefixen
De numerieke prefixen duiden in de scheikunde op een aantal atomen of atoomgroepen. De meeste van deze prefixen zijn aan het Grieks ontleend.
| Betekenis | Prefix    | Betekenis | Prefix         |
| --------- | --------- | --------- | -------------- |
| 1         | mono      | 21        | henicosa       |
| 2         | di        | 22        | docosa         |
| 3         | tri       | 23        | tricosa        |
| 4         | tetra     | 30        | triaconta      |
| 5         | penta     | 31        | hentriaconta   |
| 6         | hexa      | 35        | pentatriaconta |
| 7         | hepta     | 40        | tetraconta     |
| 8         | octa      | 48        | octatetraconta |
| 9         | nona      | 50        | pentaconta     |
| 10        | deca      | 52        | dopentaconta   |
| 11        | undeca    | 60        | hexaconta      |
| 12        | dodeca    | 70        | heptaconta     |
| 13        | trideca   | 80        | octaconta      |
| 14        | tetradeca | 90        | nonaconta      |
| 15        | pentadeca | 100       | hecta          |
| 16        | hexadeca  | 200       | dicta          |
| 17        | heptadeca | 500       | pentacta       |
| 18        | octadeca  | 1000      | kilia          |
| 19        | nonadeca  | 2000      | dilia          |
| 20        | icosa     |           |                |
Als een numerieke aanduiding een atoom of atoomgroep betreft die reeds een Grieks numeriek prefix in zich draagt, of bij andere mogelijke verwarring, wordt gebruikgemaakt van onderstaande prefixen:
| Betekenis | Prefix   |
| --------- | -------- |
| 2         | bis      |
| 3         | tris     |
| 4         | tetrakis |
| 5         | pentakis |
| 6         | hexakis  |
| 7         | heptakis |
| 8         | octakis  |
| 9         | nonakis  |
| 10        | decakis  |
Het prefix bi- (verouderd) geeft aan dat het gaat om een waterstofzout.

## Prefixen van lineaire verbindingen
Lineaire verbindingen, zoals alkanen, alkenen en alkynen, worden met specifieke prefixen aangeduid, die aangeven hoeveel koolstofatomen de koolstofketen bevat.
| Prefix    | Aantal koolstofatomen |
| --------- | --------------------- |
| Meth-     | Een                   |
| Eth-      | Twee                  |
| Prop-     | Drie                  |
| But-      | Vier                  |
| Pent-     | Vijf                  |
| Hex-      | Zes                   |
| Hept-     | Zeven                 |
| Oct-      | Acht                  |
| Non-      | Negen                 |
| Dec-      | Tien                  |
| Undec-    | Elf                   |
| Dodec-    | Twaalf                |
| Tridec-   | Dertien               |
| Tetradec- | Veertien              |
| Pentadec- | Vijftien              |
| Eicos-    | Twintig               |
| Triacont- | Dertig                |

## Prefixen van cyclische verbindingen
Cyclische verbindingen worden vaak met het prefix cyclo- aangeduid, om erop te wijzen dat de structuur een ring bevat. Meerdere ringen kunnen met de numerieke prefixen worden aangeduid: bicyclo- (twee ringstructuren), tricyclo- (drie ringstructuren), enz.
Sommige aromatische verbindingen die afgeleid zijn van benzeen, kunnen aangeduid worden met het prefix benzo-. Dit is voornamelijk het geval bij de nomenclatuur van de polycyclische aromatische koolwaterstoffen (PAK).

## Prefixen ter aanduiding van functionele groepen
De meest uitgebreide groep aan scheikundige prefixen is die ter aanduiding van de verschillende functionele groepen in de organische chemie.

### Algemeen
| Aantal koolstofatomen | Prefix    | Algemene naam voor het alcohol | Algemene naam voor het aldehyde | Algemene naam voor het carbonzuur |
| --------------------- | --------- | ------------------------------ | ------------------------------- | --------------------------------- |
| 1                     | Meth-     | Methylalcohol                  | Formaldehyde                    | Methaanzuur                       |
| 2                     | Eth-      | Ethylalcohol                   | Acetaldehyde                    | Etheenzuur                        |
| 3                     | Prop-     | Propylalcohol                  | Propionaldehyde                 | Propionzuur                       |
| 4                     | But-      | Butylalcohol                   | Butyraldehyde                   | Butaanzuur                        |
| 5                     | Pent-     | Amylalcohol                    | Valeraldehyde                   | Valeriaanzuur                     |
| 6                     | Hex-      | -                              | Caproaldehyde                   | Capronzuur                        |
| 7                     | Hept-     | Enanthylalcohol                | Enanthaldehyde                  | Enanthaanzuur                     |
| 8                     | Oct-      | Caprylalcohol                  | Caprylaldehyde                  | Caprylzuur                        |
| 9                     | Non-      | -                              | Pelargonaldehyde                | Pelargonzuur                      |
| 10                    | Dec-      | Capricalcohol                  | Capraldehyde                    | Caprinezuur                       |
| 12                    | Dodec-    | Laurylalcohol                  | Lauraldehyde                    | Laurinezuur                       |
| 14                    | Tetradec- | -                              | Myristaldehyde                  | Myristinezuur                     |
| 16                    | Hexadec-  | Cetylalcohol                   | Palmitaldehyde                  | Palmitinezuur                     |
| 17                    | Heptadec- | -                              | -                               | Margarinezuur                     |
| 18                    | Octadec-  | Stearylalcohol                 | Stearaldehyde                   | Stearinezuur                      |
| 20                    | Icos-     | Arachidylalcohol               | -                               | Arachidinezuur                    |
| 22                    | Docos-    | Behenylalcohol                 | -                               | Beheninezuur                      |
| 24                    | Tetracos- | Lignocerylalcohol              | -                               | Lignocerinezuur                   |
| 26                    | Hexacos-  | Cerotinylalcohol               | -                               | Cerotininezuur                    |
| 28                    | Octacos-  | -                              | -                               | Octacosaanzuur                    |
| 30                    | Triacont- | Melissylalcohol                | -                               | Melissinezuur                     |

## Andere prefixen
- Ortho-: geeft een 1,2-substitutierelatie aan op een cyclische verbinding
- Meta-: geeft een 1,3-substitutierelatie aan op een cyclische verbinding
- Para-: geeft een 1,4-substitutierelatie aan op een cyclische verbinding
- Iso-
- Sec- (afkorting van secundair)
- Tert- (afkorting van tertiair)
- Per-: duidt op het feit dat alle waterstofatomen in een organische verbinding zijn vervangen door één ander soort substituent
- Kis-: duidt op een x-aantal substituenten
- Pyro-: duidt op een dimeer zuuranhydride
- Nor-: duidt op een verbinding waarbij een of twee methylgroepen zijn vervangen door een waterstofatoom, of waarbij een methyleengroep is weggelaten[1]